# 紀伊長島インターチェンジ
紀伊長島インターチェンジ（きいながしまインターチェンジ）は、三重県北牟婁郡紀北町にある紀勢自動車道のインターチェンジである。
当ICより南は新直轄方式（無料区間）で建設が進められており、当ICの手前（紀勢大内山ICのすぐ南側）に本線料金所（大紀本線料金所）が設置された。

## 道路
- E42 紀勢自動車道（3番）

## 歴史
- 2011年（平成23年）10月18日 : 正式名称を紀伊長島ICから紀北紀伊長島ICとすると発表[2][3]。
- 2011年（平成23年）10月31日 : 名称の再検討を発表[4][5]。
- 2011年（平成23年）12月26日 : 再検討をした結果、正式名称を紀北紀伊長島ICから紀伊長島ICとすると発表[6][7]。
- 2013年（平成25年）3月24日 : 紀勢大内山IC - 紀伊長島IC間開通に伴い供用開始。
- 2014年（平成26年）3月30日 : 紀伊長島IC - 海山IC間開通[8]。

### 名称をめぐる混乱
元来、建設中の仮称は「紀伊長島インターチェンジ」（きいながしまインターチェンジ）であった。国土交通省と中日本高速道路は2011年10月18日に「紀北紀伊長島インターチェンジ」（きほくきいながしまインターチェンジ）を正式名称とすると発表した。
ところが、このインターチェンジ名称決定に関し、紀北町長が国土交通省と中日本高速道路からの意見照会に独断回答していた事が発覚。「名称が長すぎる」等の批判が噴出し、紀北町議会は全会一致で国土交通省と中日本高速道路に名称変更申請を行うこととし、町長と議長が再検討の申し入れを行った。
これにより国土交通省と中日本高速道路は名称の再検討に着手することを2011年10月31日に発表した。名称を再検討した結果、紀伊長島ICで決定したと2011年12月26日に発表した。海山インターチェンジについても同じ混乱があった。

## 津波避難所
標高20 - 30 メートル (m) を通る紀伊長島インターチェンジ下り線付近の工事用側道は、階段を付けるなどして地元住民の津波避難所に転用される。2012年（平成24年）8月24日に紀北町と中日本高速道路との間で津波避難所整備・管理に関する覚書が交わされた。

## 周辺
- JR紀勢本線 紀伊長島駅
- 道の駅紀伊長島マンボウ
- 三重交通
  - 河合線 田山口バス停
  - 名古屋南紀高速線、大宮 - 南紀勝浦線 紀北町紀伊長島バス停

## 接続する道路
- 国道422号

## 隣
E42 紀勢自動車道
(2) 紀勢大内山IC - 大紀TB - (3) 紀伊長島IC - 紀北PA - (4) 海山IC

## 関連記事
- 日本のインターチェンジ一覧
- 日本の高速道路一覧